# Мазіньйо
Іомар ду Насіменту (порт. Iomar do Nascimento), більш відомий як Мазіньйо (порт. Mazinho, нар. 8 квітня 1966, Санта-Ріта) — бразильський футболіст, що грав на позиції півзахисника. По завершенні ігрової кар'єри — футбольний тренер.
Як гравець виступав у Бразилії за клуби «Васко да Гама», «Палмейрас» та «Віторія», в Італії — за «Лечче» і «Фіорентину», в Іспанії — за «Валенсію», «Сельту» та «Ельче».
У складі збірної Бразилії з 1989 по 1994 рік провів 35 матчів. Володар Кубка Америки 1989 року, учасник чемпіонату світу 1990 року і чемпіон світу 1994 року.
Батько півзахисника іспанської «Барселони» Рафіньї і півзахисника мюнхенської «Баварії» Тьяго.

## Клубна кар'єра
Народився 8 квітня 1966 року в місті Санта-Ріта. Вихованець юнацьких команд футбольних клубів «Санта-Круж» та «Васко да Гама».

Мазіньйо під час виступів за «Фіорентину». 1991 рік.

У дорослому футболі дебютував 1985 року виступами за команду клубу «Васко да Гама», в якій провів п'ять сезонів, взявши участь у 79 матчах чемпіонату і двічі вигравав Лігу Кариока та один раз чемпіонат Бразилії.
З 1990 по 1992 рік грав в Італії по сезону у складі «Лечче» та «Фіорентини».
У 1992 році повернувся в бразильський чемпіонат, ставши гравцем «Палмейраса». Завоював з командою кілька титулів, у тому числі виграв ще два титули чемпіона Бразилії.
Після декількох років в «Палмейрасі» в 1994 році знову вирушив до Європи, але цього разу до Іспанії. Спочатку виступав за «Валенсію», а потім кілька сезонів відіграв за «Сельту», провівши за клуб у чемпіонаті Іспанії більше 100 матчів.
Після «Сельти» відіграв один сезон за «Ельче» у Сегунді, а потім опинився в «Алавесі». Завершив кар'єру в 2001 році в бразильському клубі «Віторія». За всю кар'єру Мазіньо провів більше 500 матчів. Двічі, у 1987 та 1988 році він отримував «Бразильський Срібний М'яч» як один із найкращих гравців чемпіонату своєї країни.
Завершив професійну ігрову кар'єру у клубі «Віторія» (Салвадор), за команду якого виступав протягом 2001 року.

## Виступи за збірну
Виступав в олімпійській збірній, разом з якою виграв срібну медаль на Олімпійських іграх в Сеулі 1988 року.
1989 року дебютував в офіційних матчах у складі національної збірної Бразилії.
У складі збірної був учасником розіграшу Кубка Америки 1989 року у Бразилії, здобувши того року титул континентального чемпіона, чемпіонату світу 1990 року в Італії, розіграшу Кубка Америки 1991 року у Чилі, де разом з командою здобув «срібло», та чемпіонату світу 1994 року у США, здобувши того року титул чемпіона світу.
Протягом кар'єри у національній команді, яка тривала 6 років, провів у формі головної команди країни 35 матчів.

## Кар'єра тренера
У січні 2009 року Мазіньо став головним тренером грецького клубу «Аріс», замінивши на цій посаді попереднього тренера Енріке Ернандеса. У листопаді він залишив посаду головного тренера. Наразі досвід тренерської роботи обмежується цим клубом.

## Статистика виступів

### Статистика клубних виступів
| Сезон                     | Команда                   | Чемпіонат                 | Чемпіонат | Чемпіонат | Національний кубок | Національний кубок | Національний кубок | Континентальні кубки | Континентальні кубки | Континентальні кубки | Інші змагання | Інші змагання | Інші змагання | Усього | Усього |
| Сезон                     | Команда                   | Ліга                      | Ігор      | Голів     | Ліга               | Ігор               | Голів              | Ліга                 | Ігор                 | Голів                | Ліга          | Ігор          | Голів         | Ігор   | Голів  |
| ------------------------- | ------------------------- | ------------------------- | --------- | --------- | ------------------ | ------------------ | ------------------ | -------------------- | -------------------- | -------------------- | ------------- | ------------- | ------------- | ------ | ------ |
| 1985                      | «Васко да Гама»           | ЛК                        | 1         | 0         |                    |                    |                    |                      |                      |                      |               |               |               | 1      | 0      |
| 1986                      | «Васко да Гама»           | ЛК+A                      | 20+26     | 0+2       |                    |                    |                    |                      |                      |                      |               |               |               | 46     | 2      |
| 1987                      | «Васко да Гама»           | ЛК+A                      | 27+15     | 1+0       |                    |                    |                    |                      |                      |                      |               |               |               | 42     | 1      |
| 1988                      | «Васко да Гама»           | ЛК+A                      | 18+20     | 0+4       |                    |                    |                    |                      |                      |                      |               |               |               | 38     | 4      |
| 1989                      | «Васко да Гама»           | ЛК+A                      | 18+18     | 0+1       |                    |                    |                    |                      |                      |                      |               |               |               | 36     | 1      |
| 1990                      | «Васко да Гама»           | ЛК+A                      | 17+0      | 1+0       |                    |                    |                    | КЛ                   | 6                    | 0                    | СБ            | 2             | 0             | 25     | 1      |
| Усього за «Васко да Гаму» | Усього за «Васко да Гаму» | Усього за «Васко да Гаму» | 180       | 9         |                    |                    |                    |                      | 6                    | 0                    |               | 2             | 0             | 188    | 9      |
| 1990-91                   | «Лечче»                   | A                         | 34        | 2         | КІ                 | 1                  | 1                  |                      |                      |                      |               |               |               | 35     | 3      |
| 1991-92                   | «Фіорентина»              | A                         | 21        | 0         | КІ                 | 2                  | 0                  |                      |                      |                      |               |               |               | 23     | 0      |
| 1992-93                   | «Фіорентина»              | A                         | 0         | 0         | КІ                 | 1                  | 0                  |                      |                      |                      |               |               |               | 1      | 0      |
| Усього за «Фіорентину»    | Усього за «Фіорентину»    | Усього за «Фіорентину»    | 21        | 0         |                    | 3                  | 0                  |                      |                      |                      |               |               |               | 24     | 0      |
| 1992                      | «Палмейрас»               | ЛП                        | 0         | 0         |                    |                    |                    |                      |                      |                      |               |               |               | 0      | 0      |
| 1993                      | «Палмейрас»               | ЛП+A                      | ?+20      | ?+0       |                    |                    |                    |                      |                      |                      |               |               |               | 20+    | 0+     |
| 1994                      | «Палмейрас»               | ЛП+A                      | ?+0       | ?+0       |                    |                    |                    |                      |                      |                      |               |               |               | 0+     | 0+     |
| Усього за «Палмейрас»     | Усього за «Палмейрас»     | Усього за «Палмейрас»     | 20+       | 0+        |                    |                    |                    |                      |                      |                      |               |               |               | 20+    | 0+     |
| 1994-95                   | «Валенсія»                | ПД                        | 31        | 0         | КІ                 | ?                  | ?                  |                      |                      |                      |               |               |               | 31+    | 0+     |
| 1995-96                   | «Валенсія»                | ПД                        | 40        | 0         | КІ                 | ?                  | ?                  |                      |                      |                      |               |               |               | 40+    | 0+     |
| Усього за «Валенсію»      | Усього за «Валенсію»      | Усього за «Валенсію»      | 71        | 0         |                    | ?                  | ?                  |                      |                      |                      |               |               |               | 71+    | 0+     |
| 1996-97                   | «Сельта Віго»             | ПД                        | 40        | 3         | КІ                 | ?                  | ?                  |                      |                      |                      |               |               |               | 40+    | 3+     |
| 1997-98                   | «Сельта Віго»             | ПД                        | 37        | 1         | КІ                 | ?                  | ?                  |                      |                      |                      |               |               |               | 37+    | 1+     |
| 1998-99                   | «Сельта Віго»             | ПД                        | 31        | 4         | КІ                 | ?                  | ?                  | КУЄФА                | 8                    | 1                    |               |               |               | 39+    | 5+     |
| 1999-00                   | «Сельта Віго»             | ПД                        | 6         | 0         | КІ                 | ?                  | ?                  | КУЄФА                | 2                    | 0                    |               |               |               | 8+     | 0+     |
| Усього за «Сельту»        | Усього за «Сельту»        | Усього за «Сельту»        | 114       | 8         |                    | ?                  | ?                  |                      | 10                   | 1                    |               |               |               | 124+   | 9+     |
| 2000-01                   | «Ельче»                   | СД (ІІ)                   | 17        | 0         | КІ                 | ?                  | ?                  |                      |                      |                      |               |               |               | 17+    | 0+     |
| 2001                      | «Віторія» (Салвадор)      | A                         | 15        | 0         |                    |                    |                    |                      |                      |                      |               |               |               | 15     | 0      |
| Усього за кар'єру         | Усього за кар'єру         | Усього за кар'єру         | 472+      | 19        |                    | 4+                 | 1+                 |                      | 16                   | 1                    |               | 2             | 0             | 494+   | 21+    |

### Збірна
| Збірна Бразилії | Збірна Бразилії | Збірна Бразилії |
| Роки            | Ігри            | Голи            |
| --------------- | --------------- | --------------- |
| 1989            | 16              | 0               |
| 1990            | 1               | 0               |
| 1991            | 8               | 0               |
| 1992            | 0               | 0               |
| 1993            | 0               | 0               |
| 1994            | 10              | 0               |
| Всього          | 35              | 0               |

## Титули і досягнення
| - Чемпіон Бразилії (3): «Васко да Гама»: 1988 «Палмейрас»: 1993, 1994 - Переможець Ліги Каріока (2): «Васко да Гама»: 1987, 1988 - Переможець Ліги Пауліста (2): «Палмейрас»: 1993, 1994 - Переможець Турніру Ріо-Сан-Паулу (1): «Палмейрас»: 1993 | - Чемпіон світу: 1994 - Володар Кубка Америки: 1989 - Срібний призер Кубка Америки: 1991 - Срібний олімпійський призер: 1988 |